# Ponte Sant'Angelo
Ponte Sant'Angelo, oprindeligt Pons Aelius, er en romersk bro i Rom, Italien, der blev bygget i år 134 e.v.t. af den romerske kejser Hadrian (Publius Aelius Hadrianus), der går over Tiberen fra byens centrum til hans nyeopførte mausoleum, Castel Sant'Angelo. Brøn er beklædt med marmorfrådsten og spænder Tiberen i fem buer, hvoraf tre af de tilbageværende er romerske. Adgang til brøn er foregået via en rampe. I dag er det udelukkende en fodgængerbro, og den giver udsigt over Castel Sant'Angelo.
Broen forbinder rioni i Ponte (der er navngivet efter broen) og Borgo, hvor broen hører administrativt til.